# Gendreville
Gendreville é uma comuna francesa na região administrativa de Grande Leste, no departamento de Vosges. Estende-se por uma área de 8,08 km². Em 2010 a comuna tinha 109 habitantes (densidade: 13,5 hab./km²).